# Wajdi Kechrida
Wajdi Kechrida (arabisch وجدي كشريدة; * 5. November 1995 in Nizza, Frankreich) ist ein tunesisch-französischer Fußballspieler.

## Karriere

### Verein
Anfang 2015 ging er in die U21 von ES Sahel über. Hier wechselte er zur Saison 2016/17 dann auch in den Kader der ersten Mannschaft. In den nächsten Jahren sammelte er hier über Hundert Einsätze und kam auch international zum Einsatz. Zur Spielzeit 2021/22 wechselte er schließlich ablösefrei zur US Salernitana nach Italien. Hier kam er auch zu durchaus guten Einsatzzahlen, jedoch fiel er zum Ende der Saison verletzungsbedingt komplett aus. Auch in der Folgesaison kam er nicht mehr zum Einsatz, womit er erneut ablösefrei im August 2022 weiter nach Griechenland zog. Hier schloss er sich dem Erstligisten Atromitos Athen an. Bei dem Verein aus Peristeri stand er bis Juni 2024 unter Vertrag. Nach Vertragsende war er bis Mitte September 2024 vertrags- und vereinslos. Am 19. September 2024 nahm ihn der katarische Erstligist al-Gharafa Sports Club unter Vertrag.

### Nationalmannschaft
Sein Debüt in der tunesischen Nationalmannschaft hatte er am 22. März 2019 bei einem 4:0-Sieg über Eswatini während der Qualifikation für den Afrika-Cup 2019. Hier stand er auch in der Startelf und verblieb über die komplette Spielzeit auf dem Platz. Nach zwei weiteren Freundschaftsspielen im Sommer war er auch beim Afrika-Cup 2019 im Kader dabei und kam in mehreren Spielen zum Einsatz. Lediglich im Halbfinale, welches anschließend gegen den Senegal verlor wurde, bekam er keinen Einsatz.
Nach weiteren Freundschafts- und Qualifikationsspielen für andere Turniere wurde er ab September 2021 auch in der Qualifikation für die Weltmeisterschaft 2022 eingesetzt. Hieran anschließend wurde er schließlich auch für den finalen Team-Kader bei der Endrunde der Weltmeisterschaft 2022 nominiert.